# Susana Clement
Susana Clement (ur. 18 sierpnia 1989) – kubańska lekkoatletka specjalizująca się w biegach sprinterskich.
Medalistka mistrzostw kraju w różnych konkurencjach. W 2008 roku zdobyła brązowy medal w biegu na 400 metrów podczas mistrzostw świata juniorów oraz była członkinią kubańskiej sztafety 4 × 400 metrów, która uplasowała się na szóstym miejscu igrzysk olimpijskich, w finałowym biegu Kubanki ustanowiły rekord kraju w tej konkurencji (3:23,21), a Clement uzyskała na swojej (trzeciej) zmianie nieoficjalny rezultat 50,47 s. W 2010 kubańska sztafeta z Clement na trzeciej zmianie wygrała mistrzostwa ibero-amerykańskie. W 2011 zdobyła złoto igrzysk panamerykańskich w sztafecie 4 × 400 metrów.
Rekord życiowy w biegu na 400 metrów: 52,24 (26 maja 2007, Hawana).

## Osiągnięcia
| Rok  | Impreza                                  | Miejsce      | Konkurencja        | Lokata     | Wynik   |
| ---- | ---------------------------------------- | ------------ | ------------------ | ---------- | ------- |
| 2007 | Mistrzostwa panamerykańskie juniorów     | São Paulo    | bieg na 200 m      | 5. miejsce | 23,82   |
| 2008 | Mistrzostwa świata juniorów              | Bydgoszcz    | bieg na 400 m      | 3. miejsce | 52,36   |
| 2008 | Igrzyska olimpijskie                     | Pekin        | sztafeta 4 × 400 m | 6. miejsce | 3:23,21 |
| 2009 | Mistrzostwa Ameryki Środkowej i Karaibów | Hawana       | sztafeta 4 × 400 m | 1. miejsce | 3:29,94 |
| 2009 | Mistrzostwa świata                       | Berlin       | sztafeta 4 × 400 m | eliminacje | 3:27,36 |
| 2010 | Mistrzostwa ibero-amerykańskie           | San Fernando | sztafeta 4 × 400 m | 1. miejsce | 3:30,73 |
| 2011 | Igrzyska panamerykańskie                 | Guadalajara  | sztafeta 4 × 400 m | 1. miejsce | 3:28,09 |